# Агнешка Ошецка
Агнѐшка Ошѐцка (на полски: Agnieszka Osiecka) е полска поетеса, авторка на текстове за песни, писателка и журналистка.
Авторка на текстовете за песни на изпълнители като Мариля Родович, Едита Геперт, Слава Пшибилска, Анна Шалапак, Северин Краевски, група „Скалдове“.

## Биография
Агнешка Ошецка е родена на 9 октомври 1936 година в полската столица Варшава, в семейството на Мария (с родово име Щехман) и Виктор Ошецки. Баща ѝ е пианист, роден в Белград. През 1956 година завършва журналистика във Варшавския университет. Започва работа в ежедневника „Глос Вибжежа“. В периода 1957 – 1962 година учи режисура Лодзкото филмово училище.
В своята кариера си сътрудничи със списания като „Нова Култура“, „По Просту“, „Литература“, „Култура“ и „Полша“. В годините 1954 – 1972 работи в Студентския театър на сатириците, където е в състава на артистичния съвет и пише текстове за песни (166 творби). През 1963 година по неин текст и музика на Ярослав Абрамов излиза песента „Очилати“ (на полски: Okularnicy), която става химн на младата полска интелигенция. От 1963 до 1969 година работи като редактор в Полско радио.
Умира на 7 март 1997 година в родния си град и е погребана на Повонзковското гробище.
За приноса ѝ към полската култура е удостоена посмъртно с Командорски кръст със звезда на Ордена на Възраждане на Полша (1997).